# Floréal
Der Floréal (deutsch auch Blütenmonat oder Blumenmonat) ist der achte Monat des republikanischen Kalenders der Französischen Revolution. Er folgt auf den Germinal, ihm folgt der Prairial.

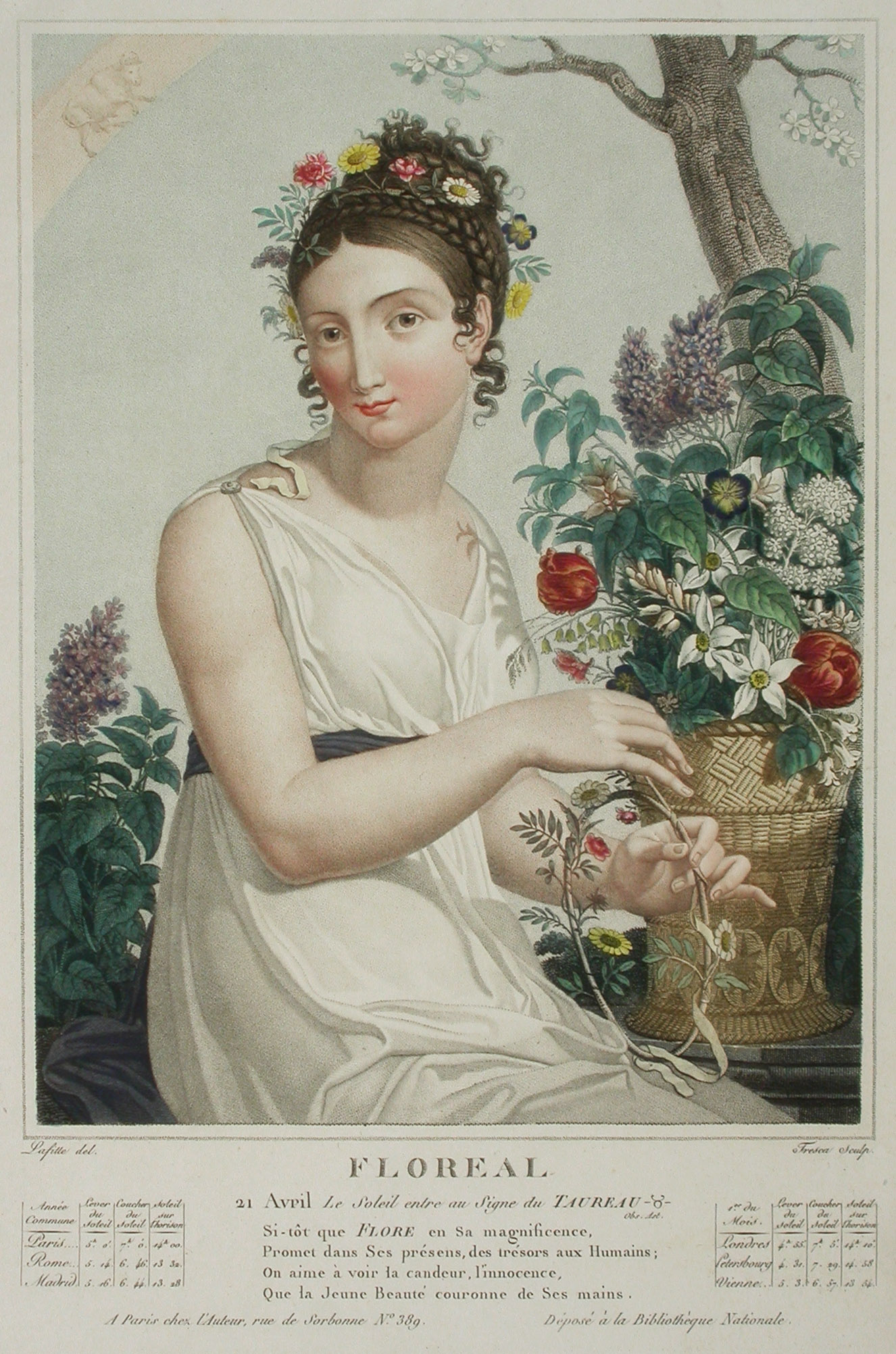
Allegorie des Floréal

Der Name ist von französisch floral (pflanzlich) abgeleitet. Der Floréal ist der zweite Monat des Frühlingsquartals (mois de printemps). Er beginnt etwa am 20. April und endet etwa am 19. Mai.
Floreal ist auch der Name einer Stadt auf der Insel Mauritius. Außerdem ist Floreal eine Gemeinde im brasilianischen Bundesstaat São Paulo.

## Tagesnamen
Wie alle Monate des Französischen Revolutionskalenders hatte der Floréal 30 Tage, die in 3 Dekaden eingeteilt wurden. Die Tage waren nach landwirtschaftlichen Pflanzen benannt, mit Ausnahme des 5. und 10. Tages jeder Dekade. Der 5. Tag (Quintidi) wurde nach einem Haustier benannt, der 10. Tag (Decadi) nach einem landwirtschaftlichen Gerät.
| Tagesnamen für den Floréal |            |                                        |           |                                                |           |                                   |
| | 1re Décade | 1re Décade                             | 2e Décade | 2e Décade                                      | 3e Décade | 3e Décade                         |
| Primidi | 1.         | Rose (Rose)                            | 11.       | Rhubarbe (Rhabarber)                           | 21.       | Statice (Meerlavendel)            |
| Duodi | 2.         | Chêne (Eiche)                          | 12.       | Sain-foin Sainfoin (Süßklee)                   | 22.       | Fritillaire (Schachblume)         |
| Tridi | 3.         | Fougère (Farn)                         | 13.       | Bâton d'or Giroflée des murailles (Goldlack)   | 23.       | Bourrache (Borretsch)             |
| Quartidi | 4.         | Aubépine (Hagedorn)                    | 14.       | Chamerisier Camérisier (Heckenkirsche)         | 24.       | Valériane (Baldrian)              |
| Quintidi | 5.         | Rossignol (Nachtigall) Abeille (Biene) | 15.       | Ver-à-soie (Seidenraupe)                       | 25.       | Carpe (Karpfen)                   |
| Sextidi | 6.         | Ancolie (Akelei)                       | 16.       | Consoude (Schwarzwurz)                         | 26.       | Fusain (Pfaffenhütchen)           |
| Septidi | 7.         | Muguet (Maiglöckchen)                  | 17.       | Pimprenelle (Bibernelle)                       | 27.       | Civette Ciboulette (Schnittlauch) |
| Octidi | 8.         | Champignon (Champignon)                | 18.       | Corbeil d'or Corbeille d’or (Felsensteinkraut) | 28.       | Buglose Buglosse (Ochsenzunge)    |
| Nonidi | 9.         | Hyacinthe Jacinthe (Hyazinthe)         | 19.       | Arroche (Gartenmelde)                          | 29.       | Sénevé (Ackersenf)                |
| Décadi | 10.        | Rateau (Harke)                         | 20.       | Sarcloir (Jäthacke)                            | 30.       | Houlette (Hirtenstab)             |
| moderne französische Namen erscheinen kursiv – Vorschläge von Fabre d'Églantine, die nicht akzeptiert wurden, erscheinen in Kleinschrift |            |                                        |           |                                                |           |                                   |

## Umrechnungstafel
| I. | II. | III. | IV. | V. | VI. | VII. |

| April | 1793 | 1794 | 1795 | 1796 | 1797 | 1798 | 1799 | Mai |

| I. | II. | III. | IV. | V. | VI. | VII. |

| April | 1793 | 1794 | 1795 | 1796 | 1797 | 1798 | 1799 | Mai |

| VIII. | IX. | X. | XI. | XII. | XIII. |

| April | 1800 | 1801 | 1802 | 1803 | 1804 | 1805 | Mai |

| VIII. | IX. | X. | XI. | XII. | XIII. |

| April | 1800 | 1801 | 1802 | 1803 | 1804 | 1805 | Mai |

## Umrechnungsbeispiel
Zu ermitteln ist der 13. Floréal XI.
Das Jahr XI steht in der unteren Tabelle, darunter das gregorianische Jahr 1803. Unter dem 13. (obere Tageszeile) steht der 3. Da dieser nach dem Monatsübergang (30.→1.) liegt, ist der Mai gemeint.
Das gregorianische Datum ist also der 3. Mai 1803.
Siehe auch: Umrechnungstafel zwischen gregorianischem und republikanischem Kalender